# よふかしのうた (アルバム)
『よふかしのうた』は、2019年8月7日に発売されたCreepy Nutsのメジャー1枚目のミニ・アルバム。

## 概要
ミニ・アルバムとしては2017年発売の『助演男優賞』以来であり、メジャーデビュー後は初となるリリース。配信シングルの「阿婆擦れ」「よふかしのうた」などを収録。
2025年7月には、表題曲がBillboard JAPANのストリーミング集計において、総再生回数が1億回を突破していたことが判明した。

## 内容
本作についてメンバーのR-指定は、これまでのライブなどでの経験からボースティング（ヒップホップの表現で、自分がいかにすごいかを誇示すること）ができたと述べている。また、トラップの要素に、リリカルなラップを乗せてみるなど、新しいことにも挑戦ができたと振り返っており、今どきの要素を取り入れる反面、桂米朝の落語を拝借したフレーズといった古典も取り入れ、自分たちのバランス感覚でミックスしていったという。メンバーのDJ松永は、今までの活動の文脈を踏まえて完成した作品であるとコメントしている。

## 形態
本作『よふかしのうた』は、初回生産限定盤である「ライブDVD盤」と通常盤である「ラジオ盤」の2形態で発売された。ライブDVD盤にはCDに加え2018年10月にZepp Tokyoで行われたライブ「クリープ・ショー2018」の模様をダイジェストで収録した副音声付きのDVDが付属。ラジオ盤はDVDが付かずCDのみだが、曲と曲の間にメンバー2人のトークが入り、ラジオ番組を聴いているようなラジオ番組風トークがCDに収録されており、初回限定盤と収録が異なる。
このような形態で発売した経緯は、初回限定盤を豪華盤、通常盤を廉価盤というような差別化をしたくなかったというメンバーの意向からである。初回限定盤と通常盤で発売する話は決まり、初回限定盤にはライブ映像が収録されたDVDが付属する方向となった時に、通常盤をラジオ盤として別の良さを出したかったとCreepy Nutsの2人が2019年8月5日放送のTOKYO FM『SCHOOL OF LOCK!』にゲスト出演した際にDJ松永は語っている。
尚、収録されたラジオ版の一部分の作り直しや納品の遅れが影響し、正規ルートでの製品化及び発売ができず、スタッフが代わりに静岡のプレス工場を押さえたという経緯がある。

## 楽曲詳細
※初回生産限定盤の収録曲に基づいて解説する。
1曲目には2018年12月12日に配信シングルとしてリリースされ、アルバムタイトルにもなっている「よふかしのうた」が収録されている。ニッポン放送のラジオ番組「オードリーのオールナイトニッポン 10周年全国ツアー」の公式テーマソングであり、オードリーの若林正恭から直接話を貰い制作した曲である。これにより、とてつもない文脈回収の曲になったとDJ松永は述べている。ミュージックビデオも制作されたが、撮影場所はオードリーの春日俊彰がミュージックビデオ制作開始時点で住んでいた自宅である「むつみ荘」であり、「クラブ・むつみ荘」としてライブを敢行するというストーリー仕立てのもの。オードリーの2人も映像出演している。
『週刊少年サンデー』（小学館）で連載されたコトヤマの漫画『よふかしのうた』のタイトルの元となっており、単行本の発売、アニメ化のティザーPVにはこの曲が使用された。その後、同アニメの第1期主題歌として新曲『堕天』を提供、エンディングにこの曲が使用されることが発表された。
2曲目の「板の上の魔物」は、テレビ朝日系ドラマ『べしゃり暮らし』のオープニングテーマに起用され、ドラマの為に書き下ろした楽曲である。Creepy Nutsがドラマのテーマソングを書き下ろしたのは初めてであり、R-指定とDJ松永は森田まさのりによる原作マンガを熟読してから楽曲制作に臨んだ。ドラマで主演を務めた間宮祥太朗とも対面をしている。ドラマが高校生の漫才コンビのストーリーであるという背景から間宮はこの楽曲を気に入った上で、ドラマ主題歌を提供したB'zもCreepy Nutsも2人組であるということがすごくいいと思ったとコメントしている。べしゃり暮らしのドラマ初回放送翌日の7月28日に「板の上の魔物」の先行配信を行っている。
リリックは「板の上＝舞台の上」という漫才師とミュージシャン共通のフィールドをテーマにしている。また、リリックの中には尾崎世界観などといった人名も登場する。タイトルの「板の上の魔物」はお客さんの目や世間の評価を差している。2020年12月6日には『M-1グランプリ2020』のスペシャルムービーにこの曲が起用され、同年12月15日にフルバージョンが公開された。
3曲目には「犬も食わない」を収録。日本テレビの同名のコント番組『犬も食わない』のテーマソング。2匹の犬が歌詞に登場するが、タイトルの「犬も食わない」は人間目線だという。政治や芸能界、メジャーシーンで活動するラッパーとアンダーグラウンドのシーンで活動するラッパーの対立などの現状などもリンクしている。
4曲目には2018年11月16日に配信シングルとしてリリースされた「阿婆擦れ」を収録。ライブでは発売前から披露されており、2018年11月6日放送の『Creepy Nutsのオールナイトニッポン0(ZERO)』で初オンエアされた。翌年の4月にこの曲のミュージックビデオが公開されたが、撮影にあたり楽曲のイメージを作るために、R-指定、PV監督、カメラマン及び全てのスタッフがいわゆる賢者モードで撮影を行った。
5曲目の「グレートジャーニー」は、「板の上の魔物」、「犬も食わない」と共に、収録内容解禁の際に新録未発表曲として発表された。ツアーで全国を回っていることを歌にした。
6曲目には「生業」を収録。Creepy Nutsが初めてセルフボースティングに手を出した曲とDJ松永は解説している。ライブでは発売前から披露されており、2019年2月に未発売の新曲映像として「生業」のライブ映像がYouTubeで公開されていた。この曲はサビもなくずっとラップな曲でキャッチーではないとR-指定は語っていたが、2019年8月20日放送の『Creepy Nutsのオールナイトニッポン0(ZERO)』で女優の長澤まさみがInstagramのストーリー機能に上げた「聴いている曲リスト」の中に「生業」が入っていたことが話題となり、驚いていた。

## ツアー
本作発売後の2019年9月21日よりワンマンツアー「Creepy Nutsワンマンツアー2019」を開催する。

## 収録内容

### ライブDVD盤
| 全作詞: R-指定、全作曲・編曲: DJ松永。 |                        |        |            |      |
| #                                      | タイトル               | 作詞   | 作曲・編曲 | 時間 |
| 1.                                     | 「よふかしのうた」     | R-指定 | DJ松永     | 4:00 |
| 2.                                     | 「板の上の魔物」       | R-指定 | DJ松永     | 4:59 |
| 3.                                     | 「犬も食わない」       | R-指定 | DJ松永     | 2:58 |
| 4.                                     | 「阿婆擦れ」           | R-指定 | DJ松永     | 4:38 |
| 5.                                     | 「グレートジャーニー」 | R-指定 | DJ松永     | 4:47 |
| 6.                                     | 「生業」               | R-指定 | DJ松永     | 3:52 |
| 合計時間:                              | 合計時間:              | 25:14  |            |      |

### ラジオ盤
| #         | タイトル                                                  | 作詞      | 作曲      | 編曲      | 時間  |
| --------- | --------------------------------------------------------- | --------- | --------- | --------- | ----- |
| 1.        | 「ラジオ盤 OPトーク」(構成：福田卓也)                     |           |           |           | 13:03 |
| 2.        | 「よふかしのうた」                                        | R-指定    | DJ松永    | DJ松永    | 3:57  |
| 3.        | 「ラジオ盤 トーク：魔物コレクション」(構成：福田卓也)     |           |           |           | 10:58 |
| 4.        | 「板の上の魔物」                                          | R-指定    | DJ松永    | DJ松永    | 4:57  |
| 5.        | 「ラジオ盤 トーク：泥試合」(構成：福田卓也)               |           |           |           | 7:38  |
| 6.        | 「犬も食わない」                                          | R-指定    | DJ松永    | DJ松永    | 2:57  |
| 7.        | 「ラジオ盤 トーク：恋バナ」(構成：福田卓也)               |           |           |           | 6:56  |
| 8.        | 「阿婆擦れ」                                              | R-指定    | DJ松永    | DJ松永    | 4:35  |
| 9.        | 「ラジオ盤 トーク：地元おすすめスポット」(構成：福田卓也) |           |           |           | 5:02  |
| 10.       | 「グレートジャーニー」                                    | R-指定    | DJ松永    | DJ松永    | 4:45  |
| 11.       | 「ラジオ盤 トーク：生業とは」(構成：福田卓也)             |           |           |           | 3:52  |
| 12.       | 「生業」                                                  | R-指定    | DJ松永    | DJ松永    |       |
| 13.       | 「ラジオ盤 EDトーク」(構成：福田卓也)                     |           |           |           | 1:38  |
| 合計時間: | 合計時間:                                                 | 合計時間: | 合計時間: | 合計時間: | 74:15 |

## タイアップ
よふかしのうた
ニッポン放送「オードリーのオールナイトニッポン 10周年全国ツアー」テーマソング
テレビ東京系『ゴッドタン』8月度エンディングテーマ
テレビアニメ『よふかしのうた』エンディングテーマ

板の上の魔物
テレビ朝日系 土曜ナイトドラマ『べしゃり暮らし』オープニングテーマ

犬も食わない
日本テレビ系『犬も食わない』テーマソング

## チャート
| チャート（2019年）                         | 最高 順位 |
| ------------------------------------------ | --------- |
| 週間アルバムランキング（オリコン）         | 12        |
| 週間 デジタルアルバムランキング (オリコン) | 9         |
| 週間合算アルバムランキング (オリコン)      | 12        |

## カバー
小林私 - 2020年10月28日発売のカバーアルバム『他褌』収録。